# Oregon Garden
El Jardín de Oregón ( en inglés : Oregon Garden) es un jardín botánico de 80 acres (32 hectáreas) y una atracción turística en Silverton, Oregón, Estados Unidos. Abierto al público en 1999, el jardín alberga una gran variedad de especies vegetales y de hábitat y la única casa del arquitecto Frank Lloyd Wright en Oregón. El jardín es propiedad de la organización sin ánimo de lucro "Oregon Garden Foundation", que abre al público el jardín todos los días del año. También acogen eventos de la comunidad, así como de cuatro a ocho conciertos al año y así mismo proporcionan programas de educación medioambiental y han ganado premios por la mejora del impacto medioambiental.

## Historia

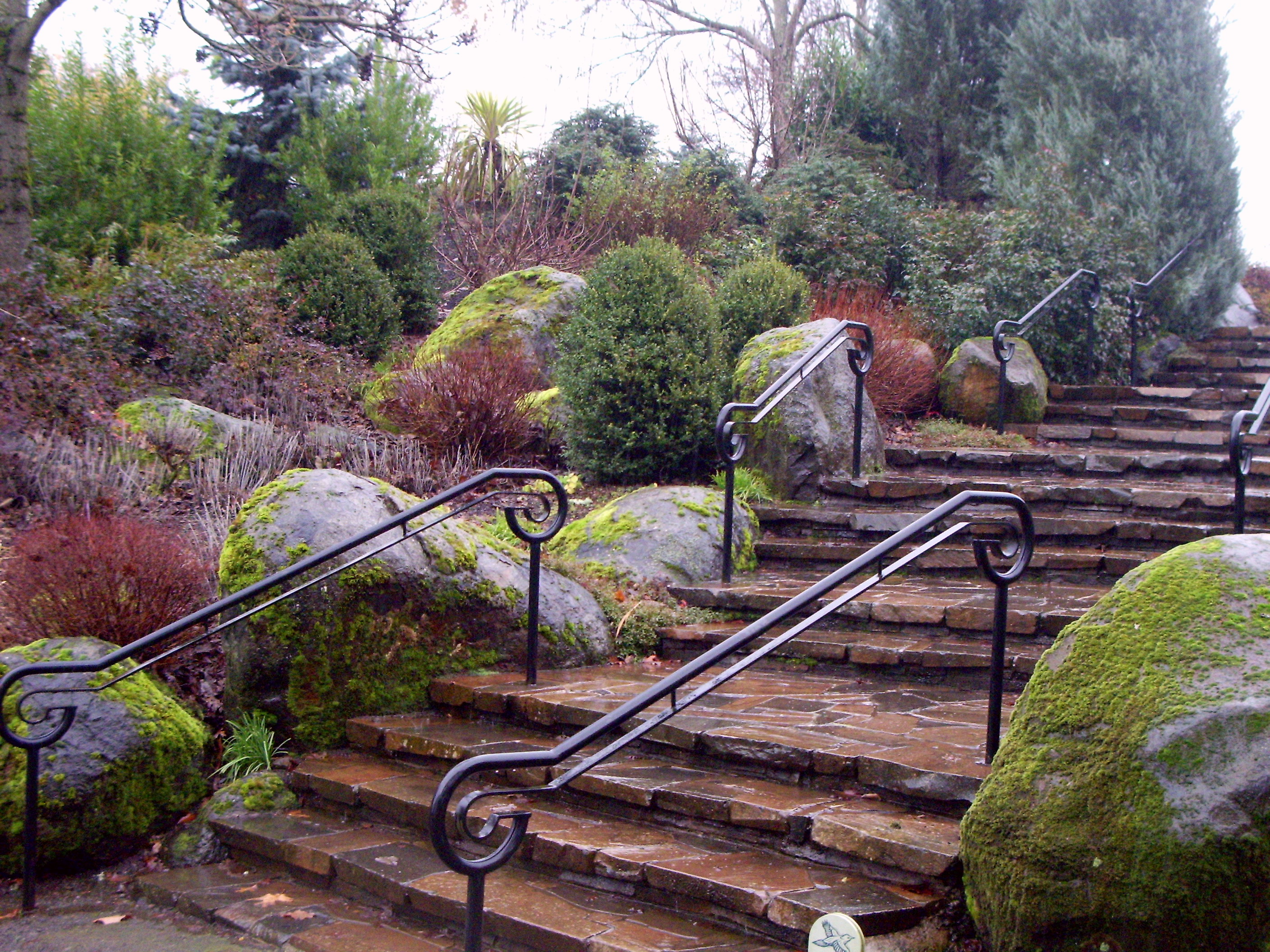
El "Northwest Garden" dentro del Oregon Garden

Desde al menos la década de 1940 había sido pensado un jardín público de exhibición. Los trabajos de darle forma al concepto comenzaron en serio alrededor de 1990, con los preparativos de la tierra en 1995. Una sociedad de cooperación entre la asociación "Oregon Association of Nurserymen" y la ciudad de Silverton creó el jardín, con otros apoyos provenientes del "Oregon Forest Resources Institute", del "Oregon Youth Conservation Corps", "The American Conifer Society", y de la industria de la madera de Oregón. En abril de 1996, fue creado un plan maestro del jardín en el que se incluía el desarrollo de 240 acres (0.97 km²) del lugar. La ceremonia de arado del terreno se hizo el 27 de junio de 1997 y reunió a políticos de Oregón de elevado estatus. El jardín se abrió al público el 17 de abril de 1999. Las visitas al jardín llegaron a 250.000 visitantes el primer año. En ceremonias siguientes se fueron inaugurando nuevos atractivos añadidos tal como la "Gordon House" el 2 de marzo de 2002, el "Rediscovery Forest" y el "Natural Resources Center" el 7 de junio de 2002.
En el año 2002, el jardín acuático ganó un premio de la American Society of Landscape Architects por respeto al medioambiente.

### Recogida de Fondos
| año  | atención        | notas                     |
| ---- | --------------- | ------------------------- |
| 2001 | 238,000         | begins charging admission |
| 2002 | 181,000         | [ 1 ]                     |
| 2003 | 100,000–158,000 | [ 7 ]                     |
| 2004 | 130,000         | [ 8 ]                     |
| 2005 | 40,000          | [ 4 ]                     |

El "Oregon Garden" lucha por sobrevivir financieramente desde sus inicios. Los ingresos de las visitas han estado por debajo de las expectativas de la gerencia. Fondos de la lotería de Oregón, de la ciudad de Silverton, y del condado de Marion han ayudado a la subsistencia del jardín para su funcionamiento.
Los primeros años vieron una serie relativamente ambiciosa de ampliaciones del jardín. Desde el 2003, la adición de nuevas características se han retrasado significativamente. Las visitas continúan disminuyendo, pero comparado favorable hasta el 2003 con otros jardines de Oregón por ejemplo el Jardín Chino Clásico de Portland y el Jardín Japonés de Portland con 153.748 y 165.504 (respectivamente) visitantes en el 2002.
En 2005 el condado de Marion emitió $5 millones en deuda para mantener el jardín. En el año 2005, la fundación "Oregon Garden Foundatio" colocó al jardín bajo custodia como las visitas habían disminuido a 40.000 personas ese año con una deuda acreedora de $8 millones. Para el 2006, el jardín perdía $1.1 millones con unos ingresos de menos de $275,000.
El jardín botánico estuvo al borde del cierre debido a sus deudas financieras.
Para asegurar la solvencia financiera, fue hecho un trato con la compañía "Moonstone Garden Management Incorporated" en el 2006 en el cual la compañía asumiría el control de las operaciones del jardín, conservando la propiedad la "Oregon Garden Foundation". Moonstone purchased 11.1 acres (4.5 ha) from the City of Silverton para construir un hotel de centro turístico de 103 habitaciones en los terrenos del jardín incultos adyacentes al jardín acuático. El trato establece que durante los 75 años de vigencia, el Moonstone pagará progresivamente los $5 millones del rédito del jardín y del centro turístico.
El alojamiento de 11 acre (4 ha) fue abierto el 1 de septiembre de 2008.
Los planes para desarrollar los terrenos adyacentes para ampliar el jardín de Oregon parecen estar abandonados con una oferta para desarrollar el sudoeste de la finca de 80 acres (32 has) de la propiedad con un parque urbano denominado "Pettit Natural Area Demonstration Urban Natural Area".

## Colecciones

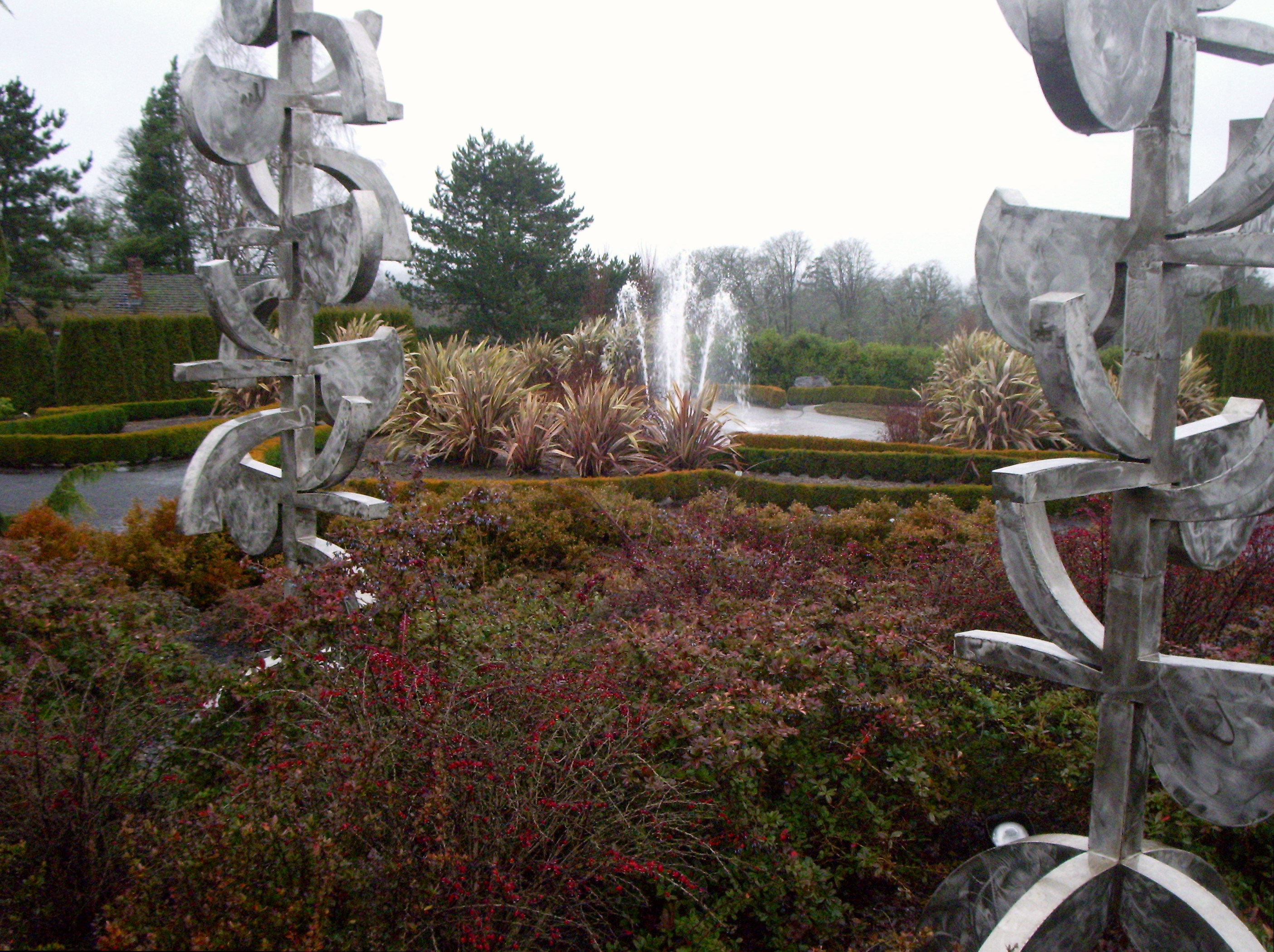

En el año 2005, el "Oregon Garden" incluía más de veinte jardines especializados:
- The Bosque,
- Children's Garden,
- Conifer Garden (una de las mayores colecciones de coníferas enanas en los Estados Unidos),
- Honor Garden,
- Hughes Water Garden,
- Jackson & Perkins Rose Garden,
- Lewis & Clark Garden,
- Northwest Garden,
- Pet Friendly Garden,
- Sensory Garden.
- The water garden es una zona parecida a un laberinto de sendas y puentes.[2] Un bosquete de 25 acres (100,000 m²) del roble nativo Oregon white oak en el que se incluye el ejemplar de 400 años de edad, 100 pies (30 m) "Signature Oak", que es uno de los "Oregon's Heritage Trees".[18][19] En el jardín se celebra en otoño un festival anual.[20] También se encuentra en sus terrenos el anfiteatro Teufel en el que se realizan conciertos y otros eventos; Sam Bush actuó en el Amfiteatro en el 2006.[21]

## Referencias

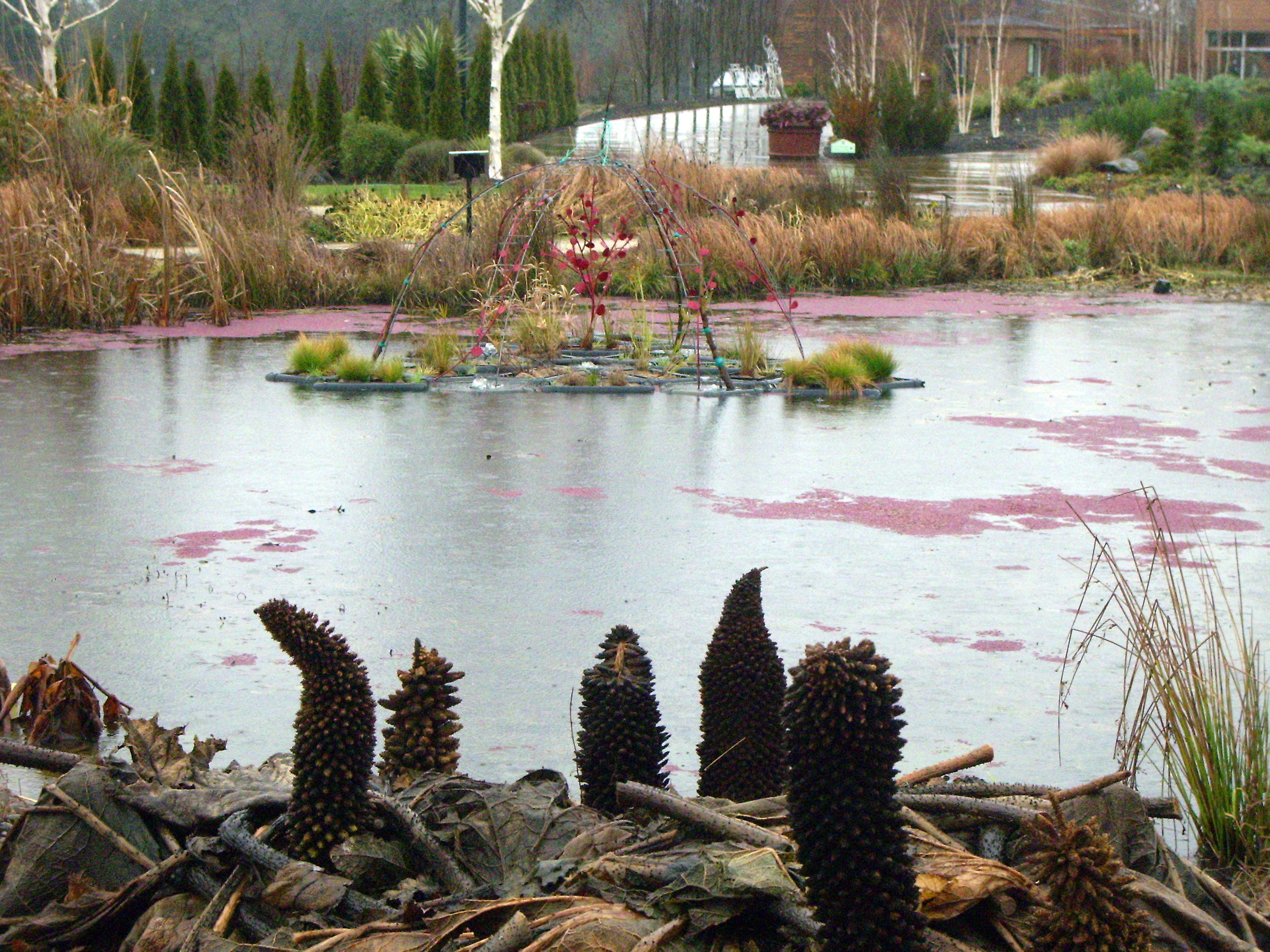
Ponds near the visitor center and an artistically arranged composting pile in winter

## Enlaces externos

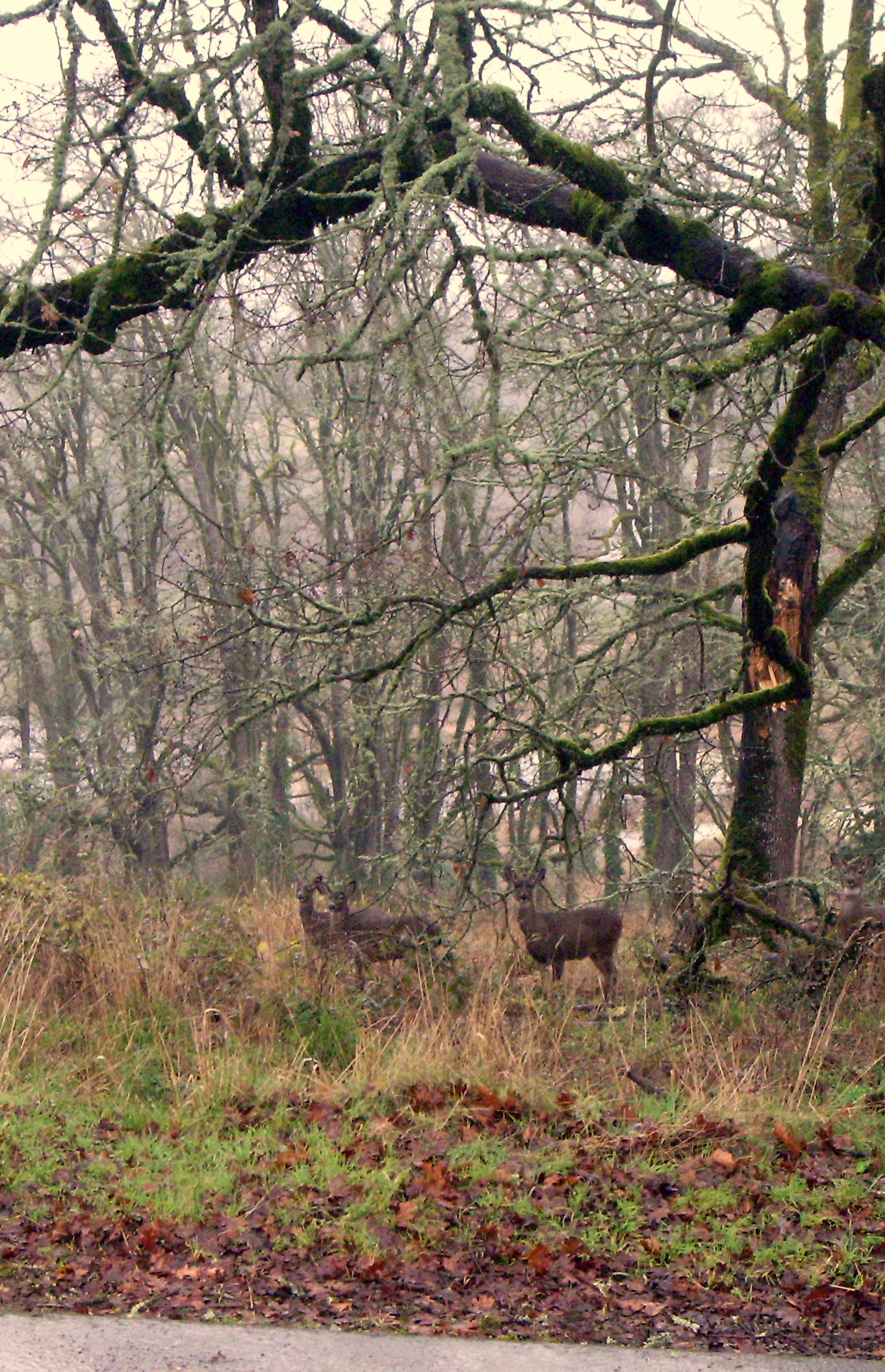
Ciervos observados en la parte Noroeste del jardín.